# Dihtearne, Bilopillea
Dihtearne (în ucraineană Дігтярне) este un sat în comuna Obodî din raionul Bilopillea, regiunea Sumî, Ucraina.

## Demografie
Componența lingvistică a localității Dihtearne
     Ucraineană (100%)
Conform recensământului din 2001, toată populația localității Dihtearne era vorbitoare de ucraineană (100%).